# غريغ بريستون
غريغ بريستون (بالإنجليزية: Greg Preston)‏ هو مصور أمريكي، ولد في 2 يونيو 1960.